# 東海サウンド
株式会社東海サウンド（とうかいサウンド）は、テレビ番組の音響効果・選曲・MAの制作プロダクションである。

## 沿革
1968年（昭和43年）、東海サウンドを創業し、東海テレビ放送にて業務を開始する。1970年（昭和45年）に有限会社東海サウンドを設立し、1997年（平成9年）に株式会社化。
2016年（平成28年）音楽事業をスタート。
2018年（平成30年）中部地区唯一のフォーリーブースを備えた新MAスタジオをオープン。
2020年（令和2年）東京支社を開設。

## 業務実績
東海テレビ放送
- スイッチ!
- ニュースOne
- タイチサン!
- ドラHOT+
- ちゃーじ
- すくすくぽん!
- Finder TRIP
- SKE48とちょっとそこまで
- マラソンフェスティバル ナゴヤ
- 東海クラシック
- プロ野球中継(ローカル)
- G☆LABO ゴルフラボ
など

名古屋テレビ放送
- ドデスカ!
- アップ!
- ウドちゃんの旅してゴメン
- おぎやはぎのハピキャン
- メ〜テレライブ BOMBER-E
- 名古屋行き最終列車
- 池上彰と考える!巨大自然災害から命を守れ
- LET'S HOT EVENT パパラピーズ
- テレメンタリー(不定期) 
など

中京テレビ放送
- ヒューマングルメンタリー オモウマい店
- PS純金
- 前略、大とくさん
- キャッチ!
- ストライク!
- ヒロミ・みやぞんの明日すぐに友達になりたいアスリート アス友
- ぐっと
- でんじろう先生のはぴエネ!
- シネマBAR
- 喫茶ソルセオ
- 24時間テレビ 「愛は地球を救う」(ローカル)
- THE ICE
など11番組

CBCテレビ
- サンドウィッチマンのどうぶつ園飼育員さんプレゼン合戦 ZOO-1グランプリ
- ゴゴスマ -GO GO!Smile!-
- チャント!
- 地名しりとり 旅人ながつの挑戦
ほか

日本テレビ系列
- ヒューマングルメンタリー オモウマい店
- AKB48 サヨナラ毛利さん

TBS系列
- サンドウィッチマンのどうぶつ園飼育員さんプレゼン合戦 ZOO-1グランプリ
- 月曜の蛙、大海を知る。
- プレバト!!

その他
- シキザクラ (テレビアニメ)
- アドベンチャー魂
- 工場へ行こう
- THE ICE
- 開局!ドズル社TV
- 松本幸四郎が沼る
など

過去の作品
- 西川きよしのご縁です!
- FNN東海テレビスーパーニュース[2]
- スーパーサタデー
- ぴーかんテレビ
- 祭人魂
- スタイルプラス
- 平成ジレンマ 戸塚ヨットスクールの30年 そして、現在
- ヤクザと憲法
- 人生フルーツ
- 眠る村
- さよならテレビ
- テレビで会えない芸人
- おかえり ただいま
- チョコレートな人々
- どですか!
- メ〜テレNEWS
- さまぁ〜ずげりらっパ
- 爆笑惑星サバ〜イ!
- アクセる★ビリー!
- ザキロバ!アシュラのススメ
- きゃりーぱみゅぱみゅテレビJOHN!
- スポケン!
- 昼まで待てない!
- デルサタ
- ゆるしゃち
- コロナなんかぶっ飛ばせ
- PS
- PS三世
- アンデュ
- 幸せの黄色い仔犬
- スポーツスタジアム
- ラッキー!!
- 4U
- イエヤス
- 前略、西東さん
- イッポウ
- スポーツLIVE High FIVE!!
- ちょい足し
- メイプル超音楽
- 器夢工房
- 友達やめた。
- あのまちの夫婦